# Comuna Koloceava, Boureni
Koloceava (în ucraineană Колочава) este o comună în raionul Boureni, regiunea Transcarpatia, Ucraina, formată din satele Horb, Koloceava (reședința) și Mereșor.

## Demografie
Componența lingvistică a comunei Koloceava
     Ucraineană (99,85%)
     Alte limbi (0,15%)
Conform recensământului din 2001, majoritatea populației comunei Koloceava era vorbitoare de ucraineană (99,85%), existând în minoritate și vorbitori de alte limbi.